# Sellos de Portugal en 2012
Los sellos de Portugal en el año 2012 son puestos en circulación por Correios de Portugal, la administración postal portuguesa. Se realizan tres tipos de sellos, todos con validez en el territorio portugués: la emisión del continente y las emisiones de las islas Madeira y Azores.

## Descripción

### Continente
| Fecha de emisión | Nombre del sello (descripción) | Dimensiones (mm)       | Valor facial (en céntimos de euro) |
| ---------------- | --- | ---------------------- | ---------------------------------- |
| 12.01            | «175 años de la Escuela del Ejército» 1) Retrato del político Bernardo de Sá Nogueira de Figueiredo, Marqués de Sá da Bandeira, y de fondo un grabado del Palacio de Bemposta, sede de la Academia Militar de Portugal | 40,0 x 30,6            | 0,32                               |
| 12.01            | 2) El escudo de armas de la Academia Militar con los logotipos de la Academia y de la Escuela del Ejército | 40,0 x 30,6            | 0,68                               |
| 12.01            | 3) Detalle de la espada, monograma y estrella de los alumnos de la Academia Militar (HB) En la hoja bloque se ve una foto del atrio de entrada del Palacio de Bemposta, e imágenes de alumnos en clase de educación física, en el aula, en formación militar y en la graduación | 40,0 x 30,6            | 2,50                               |
| 13.02            | «Rostros de la historia y la cultura» 1) El músico y compositor Marcos Antonio Portugal; fragmento de la obra Te Deum laudamus Com toda a orquestra | 30,6 x 40,0            | 0,32                               |
| 13.02            | 2) El médico militar y político Manuel de Brito Camacho; fragmento de la primera página del periódico A Lucta del 5 de octubre de 1910 | 30,6 x 40,0            | 0,68                               |
| 13.02            | 3) El actor António Vilar; una escena de la película A Vizinha do Lado (La vecina de al lado) | 30,6 x 40,0            | 0,80                               |
| 23.02            | «La palabra y la imagen» Cada sello muestra una pintura de temática religiosa del siglo XVI y un versículo correspondiente de la Biblia: 1) Criação de Eva (Creación de Eva) de autor desconocido | 30,6 x 40,0            | 0,47                               |
| 23.02            | 2) Moisés no Deserto – A Apanha do Maná (Moisés en el desierto – La colecta del maná) de André Gonçalves | 30,6 x 40,0            | 0,68                               |
| 23.02            | 3) Adoração dos Reis Magos (Adoración de los Reyes Magos) de Gregorio Lopes | 30,6 x 40,0            | 0,80                               |
| 23.02            | 4) Última Ceia (Última cena) de Vasco Fernandes y Francisco Henriques | 30,6 x 40,0            | 1,00                               |
| 23.02            | 5) Panel central del tríptico Paixão de Cristo (Pasión de Cristo) atribuido a Cristóvão de Figueiredo (HB) | 30,6 x 40,0 (95 x 125) | 1,50                               |
| 23.02            | 6) Pentecostes (Pentecostés) de Vasco Fernandes (HB) | 30,6 x 40,0 (95 x 125) | 1,50                               |
| 20.03            | «Comunicar los colores» El código Color ADD, símbolos de creación portuguesa para brindar a la gente con daltonismo una forma segura de reconocer los colores, representado en cinco sellos: los tres colores primarios, más el blanco y el negro 1) Color rojo | 40,0 x 30,6            | 0,32                               |
| 20.03            | 2) Color azul | 40,0 x 30,6            | 0,47                               |
| 20.03            | 3) Color amarillo | 40,0 x 30,6            | 0,68                               |
| 20.03            | 4) Color negro | 40,0 x 30,6            | 0,80                               |
| 20.03            | 5) Color blanco | 40,0 x 30,6            | 1,00                               |
| 10.04            | «Guimarães 2012, Capital Europea de la Cultura» Cada sello muestra el logotipo de la celebración de la ciudad de Guimarães como Capital Europea de la Cultura en 2012 y un motivo turístico de la ciudad: 1) la plaza Largo da Oliveira | 40,0 x 30,6            | 0,32                               |
| 10.04            | 2) El Centro Cultural Vila Flor | 40,0 x 30,6            | 0,47                               |
| 10.04            | 3) Las fiestas Nicolinas | 40,0 x 30,6            | 0,68                               |
| 10.04            | 4) La Posada de Santa Marinha de la Costa | 40,0 x 30,6            | 0,80                               |
| 10.04            | 5) El Castillo de Guimarães y la escultura del rey Afonso Henriques (HB) La hoja bloque muestra adicionalmente el Palacio de los Duques de Braganza | 80,0 x 30,6 (125 x 95) | 3,00                               |
| 17.04            | «Erasmus - 25 años» Dos dibujos alusivos al programa de intercambio universitario de la UE Erasmus: 1) Una estudiante en bicicleta y de fondo se pueden apreciar edificios emblemáticos de diferentes ciudades europeas: la Torre de Belém, el Templo Expiatorio de la Sagrada Familia y la Torre de Pisa | 40,0 x 30,6            | 0,68                               |
| 17.04            | 2) Una profesora a pie y un estudiante en una vespa y de fondo: la Torre de Belém, el Puente de la Torre, casas y molino de viento típicos holandeses, la Puerta de Brandemburgo, [[]], la Torre Eiffel y el Coliseo Romano (HB) | 80,0 x 30,6 (125 x 95) | 3,00                               |
| 09.05            | «Europa 2012» (HB) Serie anual a cargo de PostEurop, ese año bajo el tema Visite... 1) Vista de Lisboa desde el río Tajo La hoja bloque muestra un fragmento del poema Oda Marítima de Álvaro de Campos | 40,0 x 30,6 (125 x 95) | 0,68                               |
| 09.05            | 2) El buque de vapor Príncipe Perfeito | 40,0 x 30,6 (125 x 95) | 0,68                               |
| 18.05            | «Ruta de las catedrales» Cada sello muestra dos vistas, una exterior y una interior, de una catedral portuguesa: 1) La Catedral de Viana do Castelo | 40,0 x 30,6            | N                                  |
| 18.05            | 2) La Catedral de Braga | 40,0 x 30,6            | N                                  |
| 18.05            | 3) La Catedral de Vila Real | 40,0 x 30,6            | N                                  |
| 18.05            | 4) La Catedral de Oporto | 40,0 x 30,6            | N                                  |
| 18.05            | 5) La Catedral de Lamego | 40,0 x 30,6            | N                                  |
| 18.05            | 6) La Catedral de Viseu | 40,0 x 30,6            | N                                  |
| 18.05            | 7) La Catedral de Guarda | 40,0 x 30,6            | N                                  |
| 18.05            | 8) La Catedral de Santarém | 40,0 x 30,6            | N                                  |
| 18.05            | 9) La Catedral de Silves | 40,0 x 30,6            | N                                  |
| 18.05            | 10) La Catedral de Faro | 40,0 x 30,6            | N                                  |
| 30.05            | «50 años GIS-ICS» 1) Fotografía de Adérito Sedas Nunes, fundador del Instituto de Ciencias Sociales de la Universidad de Lisboa; Vista de la carátula del primer número de la revista Análise Social | 40,0 x 30,6            | N                                  |
| 30.05            | 2) Vista lateral del edificio del Instituto de Ciencias Sociales | 40,0 x 30,6            | E                                  |
| 04.06            | «Campeonato Europeo de Fútbol» Dos sellos conmemorativos del Campeonato Europeo de Fútbol de 2012 celebrado conjuntamente por Polonia y Ucrania; los sellos muestran diseños alusivos al fútbol basados en las figuras de un futbolín: 1) Un jugador y un balón | 30,6 x 40,0            | 0,68                               |
| 04.06            | 2) Vista parcial de un futbolín (HB) | 40,0 x 30,6 (125 x 95) | 2,50                               |
| 19.06            | «Juegos Olímpicos - Londres 2012» Dos sellos con motivos alusivos que representan un deporte de los Juegos Olímpicos de Londres 2012 1) Atletismo | 30,6 x 40,0            | N                                  |
| 19.06            | 2) Esgrima | 30,6 x 40,0            | I                                  |
| 19.06            | «Juegos Paralímpicos - Londres 2012» Dos sellos con motivos alusivos que representan un deporte de los Juegos Paralímpicos de Londres 2012 1) Atletismo | 30,6 x 40,0            | N                                  |
| 19.06            | 2) Baloncesto en silla de ruedas | 30,6 x 40,0            | I                                  |
| 27.06            | «Tránsito solar de Venus 2012» 1) Retrato del filósofo Teodoro de Almeida, y de fondo una imagen del Sol | 40,0 x 30,6            | 2,00                               |
| 27.06            | 2) Esquema que representa las órbitas de Venus y de la Tierra en relación al Sol y el momento en que los tres cuerpos quedan alineados, en lo que se conoce como tránsito de Venus La hojo bloque muestra una imagen de la Tierra y el Sol, con Venus representado como un punto negro; adicionalmente se ve un grabado que muestra las diversas actividades e instrumentos de una estación de observación astronómica del siglo XVIII (HB) | 40,0 x 30,6 (125 x 95) | 3,00                               |
| 04.07            | «Campeonato Europeo de Fútbol – ¡Viva Portugal!» (HB) 1) Un balón de fútbol En la hoja bloque se ve la bandera de Portugal cuya mitad derecha ha sido sustituida por un campo de fútbol | 30,6 x 40,0 ()         | 1,50                               |
| 20.07            | «Fiestas populares portuguesas» Dibujos alusivos a cinco fiestas tradicionales protuguesas: 1) Dibujo alusivo a una fiesta popular | 30,6 x 27,7            | 0,05                               |
| 20.07            | 2) La Fiesta de San Antonio de Lisboa | 30,6 x 27,7            | 0,32                               |
| 20.07            | 3) Las Fiesta del Espíritu Santo de las Azores | 30,6 x 27,7            | 0,47                               |
| 20.07            | 4) El Carnaval de Ílhavo en la localidad homónima | 30,6 x 27,7            | 0,68                               |
| 20.07            | 5) La Feria Nacional del Caballo de Golegã en la región de Ribatejo | 30,6 x 27,7            | 0,80                               |
| 30.07            | «El río Duero» 1) El río Duero por Miranda de Duero | 40,0 x 30,6            | 0,32                               |
| 30.07            | 2) El río Duero por Peso da Régua | 40,0 x 30,6            | 0,57                               |
| 30.07            | 3) El río Duero por Pinhão | 40,0 x 30,6            | 0,68                               |
| 30.07            | 4) El río Duero por Folgosa | 40,0 x 30,6            | 0,80                               |
| 30.07            | 5) El río Duero por Oporto (HB) | 80,0 x 30,6 (125 x 95) | 3,00                               |

### Madeira
| Fecha de emisión | Nombre del sello (descripción) | Dimensiones (mm)       | Valor facial (en céntimos de euro) |
| ---------------- | --- | ---------------------- | ---------------------------------- |
| 09.05            | «Europa 2012» (HB) Serie anual a cargo de PostEurop, ese año bajo el tema Visite... 1) Vista de Funchal (isla de Madeira) La hoja bloque muestra un fragmento del relato As Ilhas Adormecidas (Las islas adormecidas) de Raul Brandão | 40,0 x 30,6 (125 x 95) | 0,68                               |
| 09.05            | 2) El buque mercante Funchal | 40,0 x 30,6 (125 x 95) | 0,68                               |

### Azores
| Fecha de emisión | Nombre del sello (descripción) | Dimensiones (mm)       | Valor facial (en céntimos de euro) |
| ---------------- | --- | ---------------------- | ---------------------------------- |
| 09.05            | «Europa 2012» (HB) Serie anual a cargo de PostEurop, ese año bajo el tema Visite... 1) Vista de Horta en la isla de Faial (archipiélago de las Azores) y de fondo el volcán de la isla del Pico La hoja bloque muestra un fragmento del relato As Ilhas Adormecidas (Las islas adormecidas) de Raul Brandão | 40,0 x 30,6 (125 x 95) | 0,68                               |
| 09.05            | 2) El buque de vapor Santa Maria | 40,0 x 30,6 (125 x 95) | 0,68                               |
| 05.06            | «Fajãs – Azores» Una fajã (fajana) es una zona típica de las Azores que consiste en un terreno muy fértil ubicado entre el mar y la montaña. Los seis sellos muestran una vista de seis fajãs diferentes de la isla de São Jorge: 1) La fajã de las Almas                                                   | 30,6 x 40,0            | 0,32                               |
| 05.06            | 2) La fajã de Além | 30,6 x 40,0            | 0,68                               |
| 05.06            | 3) La fajã Grande | 30,6 x 40,0            | 0,80                               |
| 05.06            | 4) La fajã de São João | 30,6 x 40,0            | 2,00                               |
| 05.06            | 5) La fajã de la Caldeira de Santo Cristo (HB) | 30,6 x 40,0 (125 x 95) | 1,75                               |
| 05.06            | 6) La fajã de los Cubres (HB) | 30,6 x 40,0 (125 x 95) | 2,30                               |